# 1190
1190 (MCXC) var ett normalår som började en måndag i den julianska kalendern.

## Händelser

### Okänt datum
- Louvren i Paris börjar användas som fästning.
- Tyska orden instiftas i Akko.
- De äldsta Nibelungen-sångerna diktas.

## Födda
- Innocentius IV, född Sinibaldo de Fieschi, påve 1243-1254 (född omkring detta år).
- Rikissa av Danmark, drottning av Sverige 1210–1216, gift med Erik Knutsson (född detta eller nästa år).

## Avlidna
- 18 februari – Otto den rike, markgreve av Meissen sedan 1156.
- 10 juni – Fredrik Barbarossa, tysk kung sedan 1152.
- Isabella av Hainaut, gift med Filip II August av Frankrike.